# Kitulo-Nationalpark
Der Kitulo-Nationalpark ist ein Nationalpark im Süden von Tansania. Er liegt in den Regionen Njombe und Mbeya.

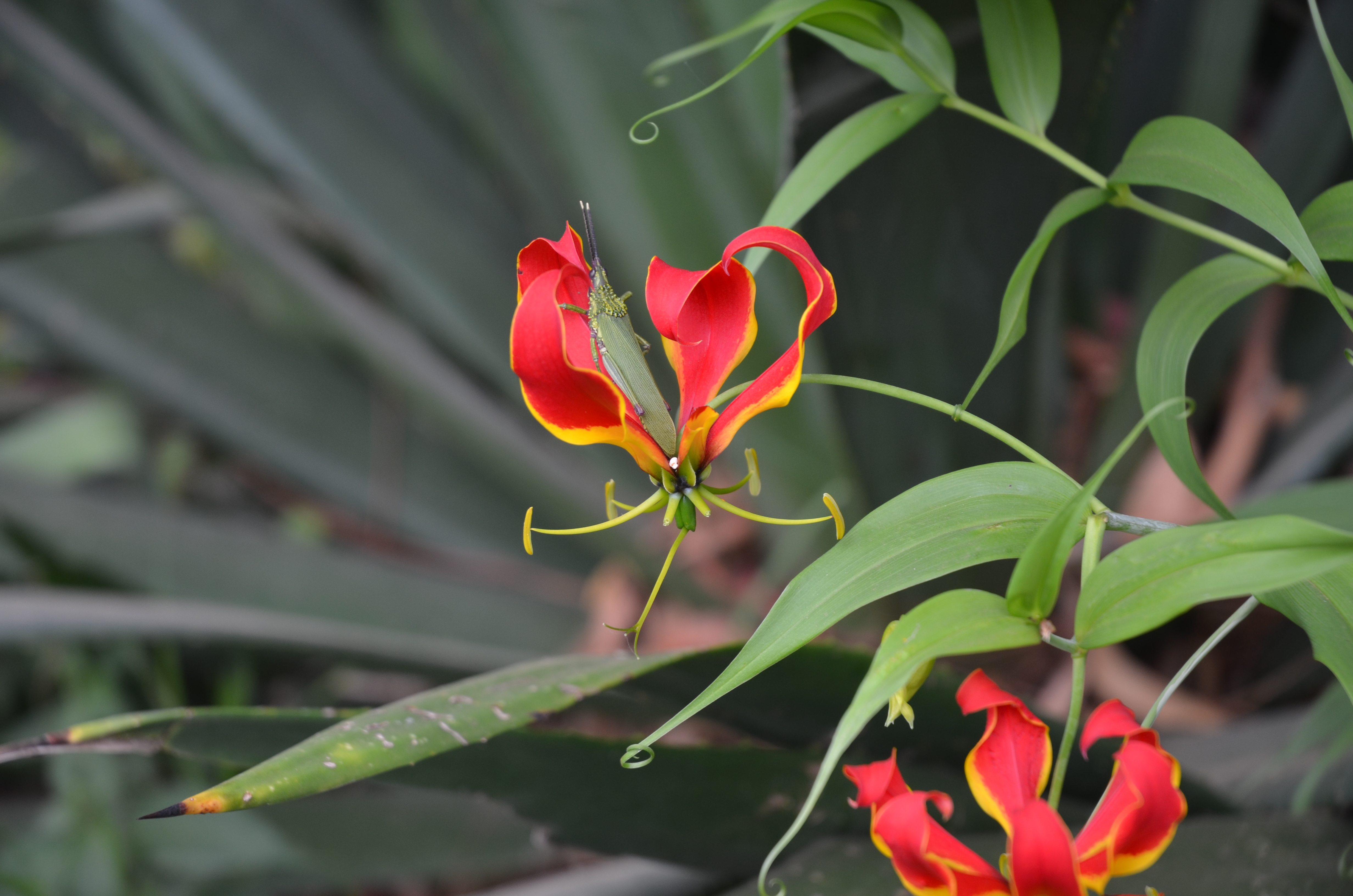
Ruhmeskrone (Gloriosa superba)

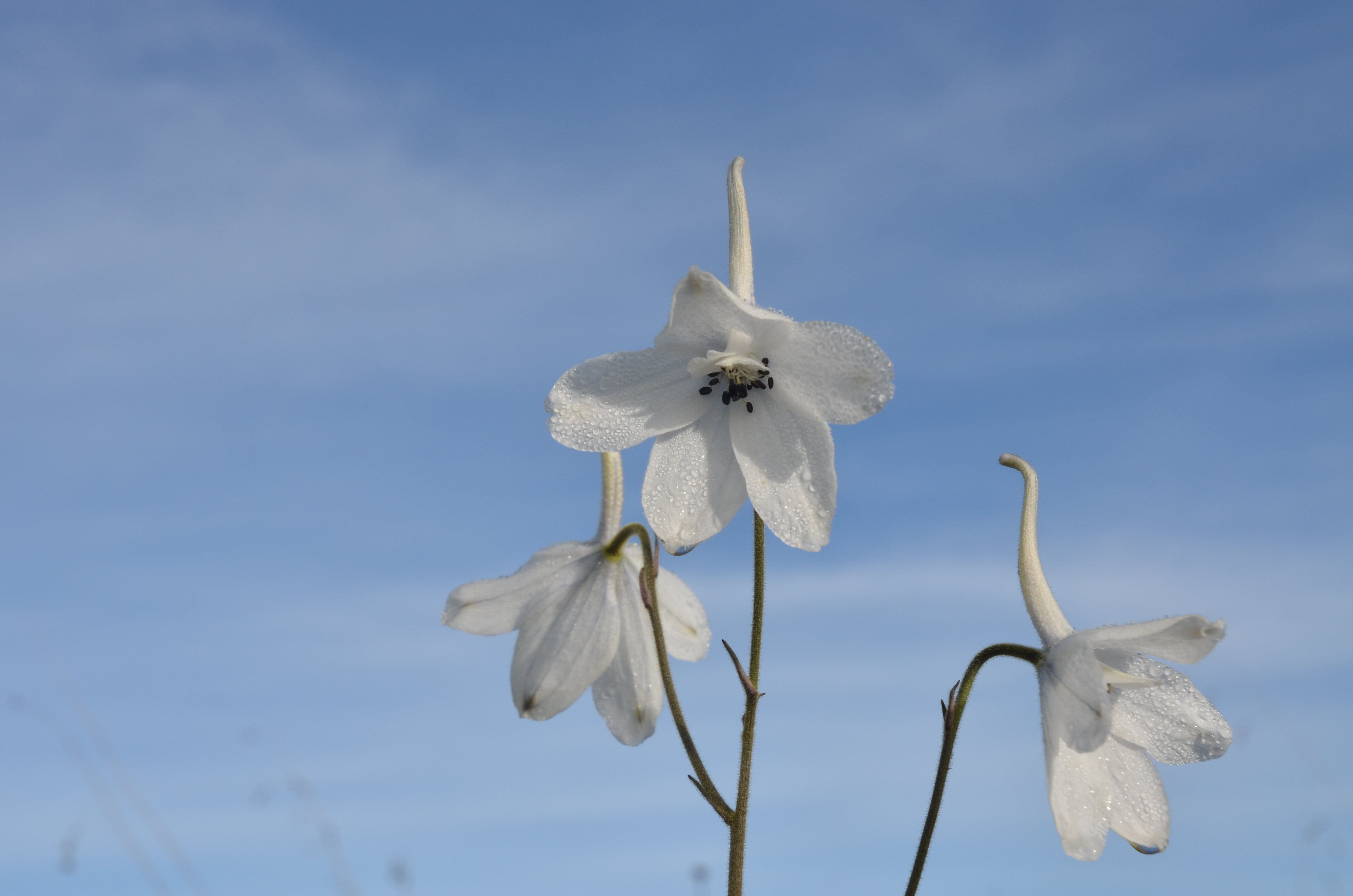
Rittersporn Delphinium leroyi

## Geographie
Der Nationalpark hat eine Größe von 413 Quadratkilometer und liegt auf rund 2600 Meter Seehöhe in den Kipengere-Bergen auf dem Kitulo-Plateau.
Das Klima ist gemäßigt und wird vom Malawisee beeinflusst. Die maximale Tagestemperatur reicht von 14 bis 18 Grad Celsius. Von Dezember bis April kühlt es bis sieben Grad Celsius ab, in der Nacht kann es auch gefrieren. Der Jahresniederschlag liegt bei 1600 Millimeter, der größte Teil davon fällt in der Regenzeit von Oktober bis Mai.

## Geschichte
Zum Schutz der Pflanzen auf dem Kitulo-Plateau versuchte die Wildlife Conservation Society den Handel mit Orchideen, das Fällen von Bäumen und Jagden zu verbieten. Im Jahr 2005 wurde das Gebiet zum Nationalpark erklärt.

## Biodiversität
- Pflanzen: Das Gebiet wird von den Einheimischen wegen seines Blütenreichtums als Bustani ya Mungu (Garten Gottes) bezeichnet. In den Monaten November bis April blühen 350 Blumenarten, darunter 45 verschiedene Orchideen. Daneben wachsen Aloe, Protea, Geranien und Riesen-Lobelien, Lilien und Astergänseblümchen.[5]
- Tierwelt: Der Park ist vor allem wegen seiner Pflanzenvielfalt bekannt, es leben nur wenige Großtiere wie Bergriedböcke oder Elenantilopen und der seltene Kipunji-Affe in diesem Gebiet. Interessant ist die Vogelwelt mit den seltenen Savannentrappen (Neotis denhami) und der vom Aussterben bedrohten Blauschwalbe (Hirundo atrocaerulea).[5][6][7]

## Tourismus

### Anreise
Für Fahrten zum Nationalpark werden Allradfahrzeuge empfohlen.
- Flugzeug: Der Flughafen Songwe wird von mehreren tansanischen Fluglinien angeflogen. Von dort erreicht man die kleine Stadt Kitulo entweder über Isyonje  (90 Kilometer) oder über Chimala (125 Kilometer).[3]
- Auto: Von der Nationalstraße T1 zweigt man 78 Kilometer östlich von Mbeya bei Chimala nach Süden nach Matamba und Kitulo ab.[9][3]
- Eisenbahn: Die nächsten Bahnstationen der Tanzania–Zambia Railway sind Iyunga und Makambako.[3]

### Besuchszeit
Der Park ist das ganze Jahr geöffnet. Die Trockenzeit von Mai bis Oktober ist die beste Besuchszeit für Wanderungen, da in der Regenzeit die Straßen manchmal überschwemmt werden. Die beste Zeit für Blumen- und Vogelbeobachtungen sind jedoch die Monate November bis April.

### Unterkunft
Neben Campingplätzen gibt es Gästehäuser der Nationalparkverwaltung. Derzeit gibt es keine privaten Lodges oder Tented Camps im Nationalpark.

### Besucherzahl
Kitulo ist ein wenig besuchter Nationalpark. Er wurde im Durchschnitt der Jahre 2014 bis 2018 von 550 Menschen jährlich besucht, davon waren drei Viertel Tansanier.